# Margarethe von Trotta
Margarethe von Trotta (n. 21 februarie 1942, Berlin, Germania Nazistă) este o actriță și regizoare germană.

## Biografie
În perioada 1971 - 1991 a fost căsătorită cu regizorul Volker Schlöndorff.

## Filme regizate
- 1975 Onoarea pierdută a Katharinei Blum (Die verlorene Ehre der Katharina Blum), co-regie cu Volker Schlöndorff
- 1988 Trois sœurs
- 1993 O tăcere prelungită (Il lungo silenzio)
- 1999 Mit fünfzig küssen Männer anders
- 1999 Dunkle Tage
- 2003 Rosenstrasse
- 2004 Cealaltă femeie (Die andere Frau)
- 2006 Eu sunt cealaltă (Ich bin die Andere)
- 2009 Vision - Aus dem Leben der Hildegard von Bingen ("Viziunea - Viața lui Hildegard von Bingen
- 2012 Hannah Arendt